# Berner Fachhochschule, Departement Wirtschaft
Das Departement Wirtschaft der Berner Fachhochschule (BFH-W) mit Standort in Bern (Marzili) ist eines der acht Departemente der Berner Fachhochschule (BFH).
Mit praxisorientierten Angeboten in Lehre, Forschung und Weiterbildung befähigt die BFH-W Fach- und Führungskräfte sowie Organisationen, Werte für die digitale Zukunft in Wirtschaft und Gesellschaft zu schaffen.

## Geschichte
1969 wurde die Höhere Wirtschafts- und Verwaltungsschule HWV Bern als Abteilung der Kaufmännischen Berufsschule Bern gegründet. Ab 1988 bot sie nebst Vollzeitstudiengängen auch berufsbegleitende Ausbildungen an. 1993 löste sich die HWV Bern von der Kaufmännischen Berufsschule Bern ab und wurde unter der Trägerschaft des Kaufmännischen Verbandes Bern und Umgebung selbstständig. 1998 wurde die HWV Bern als Hochschule für Wirtschaft und Verwaltung HSW Bern an die Berner Fachhochschule angegliedert. 2001 anerkannte der Bundesrat ihre Fachhochschulstudiengänge schweizweit.
Mit der Neuorganisation der Berner Fachhochschule 2003 bildeten die HSW Bern, die Hochschule für Sozialarbeit (HSA) sowie die Private Hochschule für Wirtschaft (PHW) neu das Departement Wirtschaft, Verwaltung und Soziale Arbeit. 2005 wurde die HSW in den Fachbereich Wirtschaft und Verwaltung überführt. Im selben Jahr startete der Bachelor-Studiengang Business Administration (Betriebsökonomie). Es folgten der Bachelorstudiengang Wirtschaftsinformatik (2006), die Akkreditierung von EMBA-Studiengängen (2008) sowie der konsekutiven Masterstudiengänge Business Administration (2010) und Wirtschaftsinformatik (2012). Im Jahr 2018 wurde der Fachbereich Wirtschaft in ein eigenständiges Departement überführt und nach dem neuen Hochschul- und Förderungsgesetz HFKG akkreditiert.

## Studiengänge

### Lehre
Das Departement Wirtschaft bietet folgende Bachelor- und Masterstudiengänge an:
- Bachelor of Science in Business Administration (ehemals: Betriebsökonomie)
- Bachelor of Science in Digital Business & AI (ehemals: Wirtschaftsinformatik)
- Bachelor of Science in International Business Administration
- Master of Science in Business Administration
- Master of Science in Circular Innovation and Sustainability
- Master of Science in Digital Business Administration
- Master of Science in Entrepreneurship & Business Innovation (Pre-Registration)
- Master of Science in Wirtschaftsinformatik

### Weiterbildung
Die berufsbegleitende Weiterbildung BFH Wirtschaft umfasst über 100 praxisorientierte Angebote in Management, Leadership, Innovation und Digitalisierung:
- Kurse und Fachkurse
- Certificate of Advanced Studies (CAS)
- Diploma of Advanced Studies (DAS)
- Master of Advanced Studies (MAS)
- Executive Master of Business and Administration (EMBA)

## Institute und Abteilungen
Im Departement gibt es folgende Institute und Abteilungen:
- Institut Applied Data Science & Finance
- Institut Digital Technology Management
- Institut Innovation & Strategic Entrepreneurship
- Institut Marketing & Global Management
- Institut New Work
- Institut Public Sector Transformation
- Institut Sustainable Business